# Envendos
Envendos é uma povoação portuguesa sede da Freguesia de Envendos do município de Mação, freguesia com 92,86 km² de área e 804 habitantes (censo de 2021), tendo, por isso, uma densidade populacional de 8,7 hab./km².

## Geografia
Localizada na zona oriental do município, Envendos confina com as freguesias de Mação a oeste, Carvoeiro a norte, Belver (no município de Gavião) a sul, São Pedro do Esteval (no Município de Proença-a-Nova) a nordeste e Amieira do Tejo (no Município de Nisa) a sudeste.
A sua principal riqueza, desde o seu acentuado despovoamento, nas décadas de 1960 e de 1970, limitava-se à sua mancha verde de pinhal que foi integralmente consumida nos incêndios do início de agosto de 2003.
Uma grande parte da nomeada de Envendos provém das suas águas de Ladeira de Envendos que se podem recolher diretamente do manancial (numa fonte) ou adquirir em garrafas comercializadas.
As águas das Termas da Ladeira constituem uma "benção" para a cura de doenças dermatológicas, ortiomio-articulares, cardiocirculatórias, digestivas, nefro-urinárias e metabólicas.

## História
A fundação de Envendos remonta aos primeiros dias da nacionalidade e parece terem sido os Hospitalários de Belver, mais tarde Ordem de Malta, na ajuda de reconquista a D. Afonso Henriques, primeiro rei de Portugal, os seus promotores. Razão pela qual o brasão da freguesia ostenta a cruz oitavada daquela antiquíssima Ordem Religiosa e Militar em chefe.
A designação de Envendos é de origem duvidosa, afirmando tratar-se de uma corruptela de Em-Os–Vendo.
No entanto, segundo o toponimista Dr. Joaquim da Silveira, seria a sequência evolutiva do primitivo nome Evenandus que passa para Eveando – Evendo – Enveendo – Envêdo - Envendo – Envendos. Envendo é um velho nome de pessoa, simples, variante evolutiva de Envendo, forma românica de origem germânica.
De influência Romana existem duas pontes como testemunha: as de Vale da Mua e de Pracana (Ladeira). Sabe-se que nesta zona existiram explorações de ouro levadas a cabo por cartagineses e romanos. Em vários locais da freguesia foram encontrados vestígios da fixação romana, com a descoberta de VILLAE (aglomerados populacionais), como também vários vestígios de peças de cerâmica, nas proximidades do Tejo e Ocreza, onde se desenvolviam actividades como pesca, agricultura e exploração mineira.
Estuda-se a possibilidade de Amieira / Barca da Amieira ter sido local de passagem da Rainha Santa Isabel, no cortejo fúnebre, a caminho de Coimbra, após a sua morte, ocorrida em Estremoz.
O Foral de Envendos foi concedido em 18 de maio de 1518 pelo Rei D. Manuel I.
De realce na freguesia de Envendos, existe a Igreja de Nossa Senhora da Graça, edifício do século XVII com três naves onde se destacam vários elementos arquitetónicos, como colunas oitavadas, púlpito de cálice, de forma pouco comum, um prato de oferta de cobre lavrado e o portal de arco perfeito, com um fecho onde existe uma cruz de malta esculpida.
Foi vila e sede de concelho até 6 de novembro de 1836. O concelho era constituído apenas por uma freguesia.

## Localidades
Além da sede, a Freguesia de Envendos tem as seguintes localidades:
- Alpalhão
- Avessada
- Barca da Amieira
- Carrascal
- Envendos
- Ladeira
- Maxial
- Rebique
- Sanguinheira
- São José das Matas
- Vale da Gama
- Vale da Mua
- Vale do Coelho (parcialmente)
- Vale de Grou
- Vale de Junco
- Venda Nova
- Vilar da Lapa
- Zimbreira
- Zimbreirinhas

## Demografia
A população registada nos censos foi:
| Distribuição da População por Grupos Etários | Distribuição da População por Grupos Etários | Distribuição da População por Grupos Etários | Distribuição da População por Grupos Etários | Distribuição da População por Grupos Etários |
| -------------------------------------------- | -------------------------------------------- | -------------------------------------------- | -------------------------------------------- | -------------------------------------------- |
| Ano                                          | 0-14 Anos                                    | 15-24 Anos                                   | 25-64 Anos                                   | > 65 Anos                                    |
| 2001                                         | 127                                          | 106                                          | 506                                          | 543                                          |
| 2011                                         | 54                                           | 73                                           | 390                                          | 467                                          |
| 2021                                         | 36                                           | 38                                           | 301                                          | 429                                          |

## Património
- Ermida de Nossa Senhora do Pranto
- Ponte da Ladeira dos Envendos, sobre a ribeira de Pracana
- Igreja Matriz de Envendos
- Capela de São Francisco[6]
- Capela de Nossa Senhora de Fátima
- Capela de São João
- Capela de São Bartolomeu
- Capela de Nossa Senhora das Dores
- Capela de Santo Cristo
- Capela de Nossa Senhora da Saúde
- Capela de São Lourenço
- Capela do Espírito Santo
- Capela de Nossa Senhora dos Remédios
- Ermida de Santo António
- Ermida de São José
- Ermida de Nossa Senhora da Conceição
- Igreja de São José das Matas

## Atividades Económicas
Silvicultura, agricultura, indústria de carnes, de madeiras e conserveira (azeitona), água mineral, serralharia civil, pequeno comércio, apicultura e pastorícia

## Feiras
- Anual (1.º domingo de setembro)

## Festas e romarias
- Mártir São Sebastião (2.º fim de semana de setembro)

## Locais de interesse turístico
- Gravuras rupestres do Paleolítico no rio Ocreza, Ladeira, Serra da Forca, Barragem da Pracana, e Castelo Velho
- Pego da Rainha (na Zimbreira)

## Gastronomia
- Maranhos e sarrabulho
- Doçaria: Bolo de mel, bolos dos santos, broinhas de mel e cavacas

## Coletividades
- Centro Social Cultural e Desportivo de Envendos
- Associação Desportiva de São José das Matas
- Associação Cultural e Desportiva da Ladeira
- Cooperativa Agrícola de Envendos
- Cooperativa Agrícola das Matas e Olimua
- Cooperativa dos Olivicultores do Vale da Mua